# Бурмецький Олександр Васильович
Олекса́ндр Васи́льович Бурме́цький — головний сержант Збройних Сил України,учасник російсько-української війни, який загинув під час російського вторгнення в Україну.

## Життєпис
Станом на 2019 рік — військовослужбовець військової частини, що базувалася в Хмельницькій області.
14 жовтня 2019 року, в День захисника України, був нагороджений орденом ««За мужність» III ступеня особисто Президентом України Володимиром Зеленським безпоредньо на лінії зіткнення в зоні проведення ООС.

## Нагороди
- орден «За мужність» I ступеня (22.05.2022, посмертно) — за особисту мужність і самовідданість, виявлені під час бойових дій, високий професіоналізм та зразкове виконання службових обов’язків[3];
- орден «За мужність» III ступеня (10.10.2019) — за особисту мужність і самовідданість, виявлені під час бойових дій, високий професіоналізм та зразкове виконання службових обов’язків[4].